# Timothy Dupont
Timothy Dupont (Gante, 1 de novembro de 1987) é um ciclista belga, membro da equipa Bingoal Pauwels Sauces WB.

## Palmarés
- 2012 (como amador)
  - 1 etapa da Volta a Liège

- 2014 (como amador)
  - 2 etapas do Tour de Bretanha

- 2015
  - 2 etapas do Tour de Alsacia

- 2016
  - 1 etapa dos Três Dias de Flandres Ocidental
  - Nokere Koerse
  - 3 etapas do Volta à Normandia
  - Dwars door de Vlaamse Ardennen
  - Grande Prêmio Criquielion
  - Memorial Philippe Van Coningsloo
  - Grande Prêmio da Villa de Pérenchies
  - 3 etapas do Tour de Alsacia
  - Antwerpse Havenpijl
  - De Kustpijl
  - Campeonato de Flandres

- 2017
  - Grande Prêmio Jef Scherens

- 2018
  - Schaal Sels

- 2019
  - 2.º no Campeonato da Bélgica em Estrada 
  - 1 etapa do Tour de Valônia

- 2021
  - 1 etapa da Estrela de Bessèges

## Resultados em Grandes Voltas
| Corrida | Corrida         | 2010 | 2011 | 2012 | 2013 | 2014 | 2015 | 2016 | 2017 | 2018  | 2019 | 2020 | 2021 |
| ------- | --------------- | ---- | ---- | ---- | ---- | ---- | ---- | ---- | ---- | ----- | ---- | ---- | ---- |
|         | Giro d'Italia   | —    | —    | —    | —    | —    | —    | —    | —    | —     | —    | —    | —    |
|         | Tour de France  | —    | —    | —    | —    | —    | —    | —    | —    | 131.º | —    | —    | —    |
|         | Volta a Espanha | —    | —    | —    | —    | —    | —    | —    | —    | —     | —    | —    | —    |

—: não participa

Ab.: abandono